# Valdelacasa
Valdelacasa è un comune spagnolo di 318 abitanti situato nella comunità autonoma di Castiglia e León.